# Jahrbuch Kreis Wesel
Das Jahrbuch Kreis Wesel ist eine seit 1980 jährlich erscheinende Aufsatzsammlung. Es behandelt verschiedene Themen, die regional zu Orten im Kreis Wesel und zum Niederrhein gehören.

## Themengebiete
Jedes Jahrbuch enthält eine Vielzahl an Aufsätzen, die oftmals nur einzelne Orte im Kreis, manchmal den ganzen Kreis oder die Region Niederrhein betreffen. Historische Themen stehen im Vordergrund, weiterhin werden Kunst, Umwelt und Natur behandelt. Auch aktuelle Themen wie der Bau der Niederrheinbrücke Wesel werden aufgegriffen.

## Publikationsgeschichte
Der Kreis Wesel wurde zum 1. Januar 1975 aus den vorherigen Kreisen Dinslaken, Moers und Rees gebildet. In den vorhergehenden Kreisen gab es bereits vergleichbare Publikationen. Im Kreis Dinslaken wurde zwischen 1939 und 1975 ein Heimatkalender für den Kreis Dinslaken herausgegeben. Im Kreis Moers wurde zwischen 1938 und 1975 ebenfalls ein Heimatkalender publiziert. Im Kreis Rees wurde bereits 1924 ein Heimatkalender herausgegeben, aber nur von 1937 bis 1939 wurde er fortgesetzt. Zwischen 1929 und 1935 erschien ein Niederrheinischer Heimatkalender unter der Beteiligung aller Kreise am unteren Niederrhein.
Nach der Gründung des Kreises Wesel 1975 wurde 1980 sein erster Heimatkalender herausgegeben. Bis 1990 erschien die Reihe als Heimatkalender Kreis Wesel, seit 1991 als Jahrbuch Kreis Wesel. Seit 1997 wird die Reihe vom Mercator-Verlag verlegt.